# Cyathula polycephala
Cyathula polycephala là loài thực vật có hoa thuộc họ Dền. Loài này được Baker mô tả khoa học đầu tiên năm 1897.